# Kościół Zbawiciela w Wałbrzychu
Kościół Zbawiciela w Wałbrzychu – świątynia należy do parafii ewangelicko-augsburskiej i mieści się na Placu Kościelnym tuż obok wałbrzyskiego rynku.
W miejscu, w którym teraz stoi okazały budynek sakralny znajdował się wcześniej mały kościół, który wybudowany został w pierwszej połowie XVIII wieku.
Decyzja o zniszczeniu świątyni i wybudowaniu na jego miejsce większej spowodowana była tym, iż liczba 1000 miejsc szybko okazała się zbyt mała. Budowę nowego kościoła rozpoczęto 8 sierpnia 1785 roku. Architektem został znany już wówczas, urodzony w Kamiennej Górze Carl Gotthard Langhans, projektant między innymi Bramy Brandenburskiej. Budowę świątyni zakończono 24 listopada 1788 roku.
Organy zbudowane w latach 1746–1748 pochodzą ze świątyni wcześniej zburzonej. Konsultantem muzycznym ich przebudowy był laureat Pokojowej Nagrody Nobla, Albert Schweitzer.
Podczas wojen napoleońskich przed świątynią został postawiony namiot służący przebywającym w Wałbrzychu wojskom rosyjskim za tymczasową świątynię prawosławną.

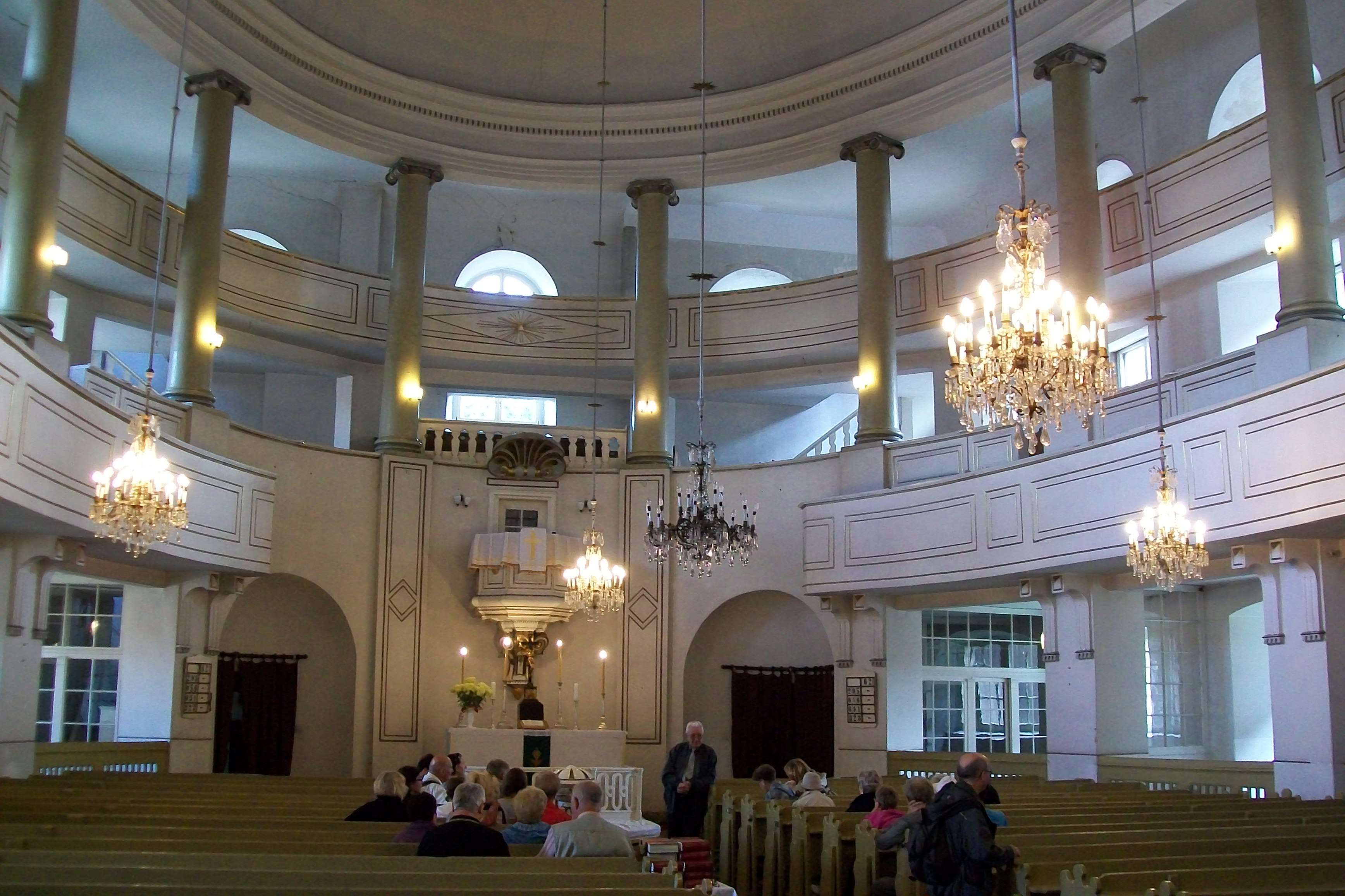
Wnętrze świątyni

W latach 1862–1865 zostały wykonane prace restauracyjne, w ramach których przebudowano między innymi wieżę świątyni.
Przed świątynią od 1884 roku znajdował się pomnik upamiętniający wojnę francusko - pruską. Dopiero w latach pięćdziesiątych XX wieku w miejscu tego pomnika postawiono inny, ku czci Juliana Marchlewskiego. Po upadku komunizmu w Polsce rozebrano ten obiekt, a na jego miejscu ma powstać nowy Kościół Zbawiciela.
Budynek posiada trzy empory. Wnętrze świątyni niewiele się zmieniło od czasów ukończenia budowli.